# Фруктова крамниця (картина)
«Фрукто́ва крамни́ця» (англ. Fruit shop) — популярна картина фламандського художника Франса Снейдерса, зберігається в колекції Ермітажу.
Жанр натюрморту мав давнє поширення ще в Нідерландах XV-XVI століть. Але Снейдерс оновив жанр і досяг значних успіхів в переважно декоративній галузі, що поступалася портретному жанру чи релігійним картинам. Замови на натюрморти Снейдерс отримував навіть від діячів церкви. Так, картини серії «Лавки» були створені за замовленням єпископа міста Брюгге — Антонія Тріста. Єпископ волів прикрасити ними власну їдальню. Серія виявилася настільки вдалою, що художник неодноразово звертався до подібних сюжетів, що вже не входили в серію і мали інший формат.

## Провенанс
Пізніше картини Антонія Тріста були продані і їх придбав британський прем'єр-міністр Роберт Волпол. Вони прикрасили родинний замок прем'єр-міністра. У 1779 р. картини були продані російській імператриці Катерині ІІ цілокупно.
Значну мистецьку вартість колекції Роберта Волпола знали вже тоді. Аби втримати колекцію в межах Британії, був зроблений запит навіть в англійський парламент. Але купівля відбулася і вітрильник перевіз картини в Санкт-Петербург. Прихильники ідеї утримання картин Волпола в Британії закидали, що в Росії колекція загине через часті пожежі дерев'яних споруд. Але сталося непередбачуване — згорів саме замок Волпола, і зібрання картин, що зберігалося в ньому, було втрачено. Продаж картин в Російську імперію парадоксальним чином врятувала їх від знищення.